# Jerzy Giedygołd Kojlikinowicz
Jerzy Giedygołd (Gedygołd) Kojlikinowicz herbu Leliwa (zm. po 9 czerwca 1435 roku) – członek rady hospodarskiej Wielkiego Księstwa Litewskiego w latach 1411–1431, wojewoda wileński w latach 1425–1432, namiestnik smoleński około 1424 roku, starosta podolski w latach 1411-1423, wojewoda kijowski przed 1 lutego 1411 roku, marszałek hospodarski w 1401 roku.
Brat Moniwida. Stronnik Świdrygiełły, po klęsce oszmiańskiej w niewoli Zygmunta Kiejstutowicza. 